# System zarządzania relacyjną bazą danych
System zarządzania relacyjną bazą danych (ang. Relational Database Management System, RDBMS) – zestaw programów służących do korzystania z bazy danych opartej na modelu relacyjnym.
Większość wewnętrznych języków RDBMS jest w pewnym stopniu zgodna ze standardem języka zapytań SQL. Istnieją dwa standardy tego języka – SQL92 i SQL99, jednak różnice pomiędzy teoretycznie SQL-owymi systemami są zbyt duże, żeby możliwe było przeniesienie nawet prostej aplikacji z jednego systemu na drugi.
Oprogramowanie MediaWiki obsługujące Wikipedię korzysta z RDBMS MySQL.
Najpopularniejszymi wolnodostępnymi RDBMS są MySQL, PostgreSQL i SQLite; natomiast zamkniętymi: Oracle, Microsoft SQL Server, IBM DB2, Microsoft Access, Sybase i SAP HANA.